# Dunkle Blumenfledermaus

Verbreitungsgebiet der Dunklen Blumenfledermaus

Die in Mittel- und Südamerika verbreitete Dunkle Blumenfledermaus (Lichonycteris obscura) zählt zur Familie der Blattnasen und ist der einzige Vertreter der Gattung Lichonycteris. Ein 1831 als L. degener beschriebenes Taxon gilt seit 1985 als Synonym der Art. Der wissenschaftliche Gattungsname ist aus den altgriechischen Worten lichas (am Felsen hängen) und nycteris (Fledermaus) zusammengesetzt. Der Artzusatz ist das lateinische Wort obscura (dunkel gefärbt).

## Merkmale
Im Gegensatz zu anderen Vertretern der Gattungsgruppe Glossophagini fehlen bei dieser Fledermaus die unteren Schneidezähne. Diesbezüglich gleicht sie Mitgliedern der Gattungsgruppe Choeronycterini. Im Unterschied zu diesen hat sie jedoch zwei molare Zähne pro Seite im Oberkiefer, Haare im oberseitigen Fell mit drei Farbabschnitten und gut behaarte Ellenbogen. Mit einer Gesamtlänge von 46 bis 63 mm, inklusive eines 6 bis 11 mm langen Schwanzes und mit einem Gewicht von 6 bis 11 g ist die Art eine kleine Blütenfledermaus. Sie hat 30 bis 35,5 mm lange Unterarme, Hinterfüße von 7,5 bis 12 mm Länge und 10 bis 13 mm lange Ohren. Bei den Haaren auf der Oberseite ist der Abschnitt an der Wurzel am dunkelsten und die anderen beiden heller braun. Die ähnliche Unterseite ist nur wenig heller. Das einfach aufgebaute Nasenblatt hat eine dreieckige Form. Typisch sind lange Vibrissen, abgerundete Ohren mit einem Tragus, dessen Länge einem Drittel der Ohrlänge entspricht. Die Schwanzspitze ragt aus der Schwanzflughaut heraus und ist danach nach oben gerichtet. Ein weiteres Kennzeichen ist der lange Fersensporn (Calcar), der fast so lang wie der Fuß ist. Die Zahnformel lautet I 2/0, C 1/1, P 2/3, M 2/2, was 26 Zähne im Gebiss ergibt. Zwischen den Schneidezähnen befindet sich eine kleine Lücke. Dabei ist die Oberkante der inneren Schneidezähne glatt, während sie bei den äußeren zugespitzt ist. Es bestehen große Variationen in der Konstruktion der oberen Molaren. Bezüglich der Flügel ähnelt die Dunkle Blumenfledermaus stark den Kurzschwanzblattnasen (Carolliinae). Der diploide Chromosomensatz enthält 28 Chromosomen (2n=28).

## Verbreitung
Das Verbreitungsgebiet reicht vom Bundesstaat Chiapas im südlichen Mexiko bis ins westliche Kolumbien und zentrale Ecuador. Diese Fledermaus lebt im Flachland und in Gebirgen bis 1000 Meter Höhe. Sie bewohnt immergrüne Wälder und besucht Plantagen. Manche Populationen kommen in laubabwerfenden Wäldern, Savannen und Buschländern vor.

## Lebensweise
Die nachtaktive Dunkle Blumenfledermaus ruht am Tage in Felsspalten oder unter umgefallenen Bäumen. Aus Costa Rica sind wandernde Exemplare bekannt, die zu Regionen mit mehr Blüten zogen. Dabei orientieren sie sich an Wasserläufen oder an Berghängen. Die Tiere ernähren sich von Nektar, Pollen und möglicherweise Insekten. Oft besuchte Pflanzen zählen zu den Gattungen Marcgravia, Weberocereus, Ceiba, Matisia, Quararibea, Balsambäume, Markea, Mucuna und Calyptrogyne. Zusätzlich wurden Samen einer undefinierbaren Art der Schwarzmundgewächse im Verdauungstrakt registriert. Commissaris-Blütenfledermaus und die Underwood-Blattnase besuchen oft dieselben Gewächse.
Die Fortpflanzung findet in der Trockenperiode statt, deren Zeitpunkt je nach Verbreitung variiert. Pro Wurf kommt ein Neugeborenes vor. Schätzungsweise liegt das Gewicht des Embryos kurz vor der Geburt bei 30 Prozent des Gewichts der Mutter.

## Gefährdung
Landschaftsveränderungen können sich negativ auswirken, auch wenn die betroffenen Gebiete nur kurzfristig bei Wanderungen besucht werden. Zur Größe der Gesamtpopulation gibt es keine Angaben. Die IUCN listet die Dunkle Blumenfledermaus aufgrund der weiten Verbreitung als nicht gefährdet (least concern). Auf der nationalen Roten Liste Ecuadors wird sie dagegen als gefährdet eingestuft.